# 스코샤 은행

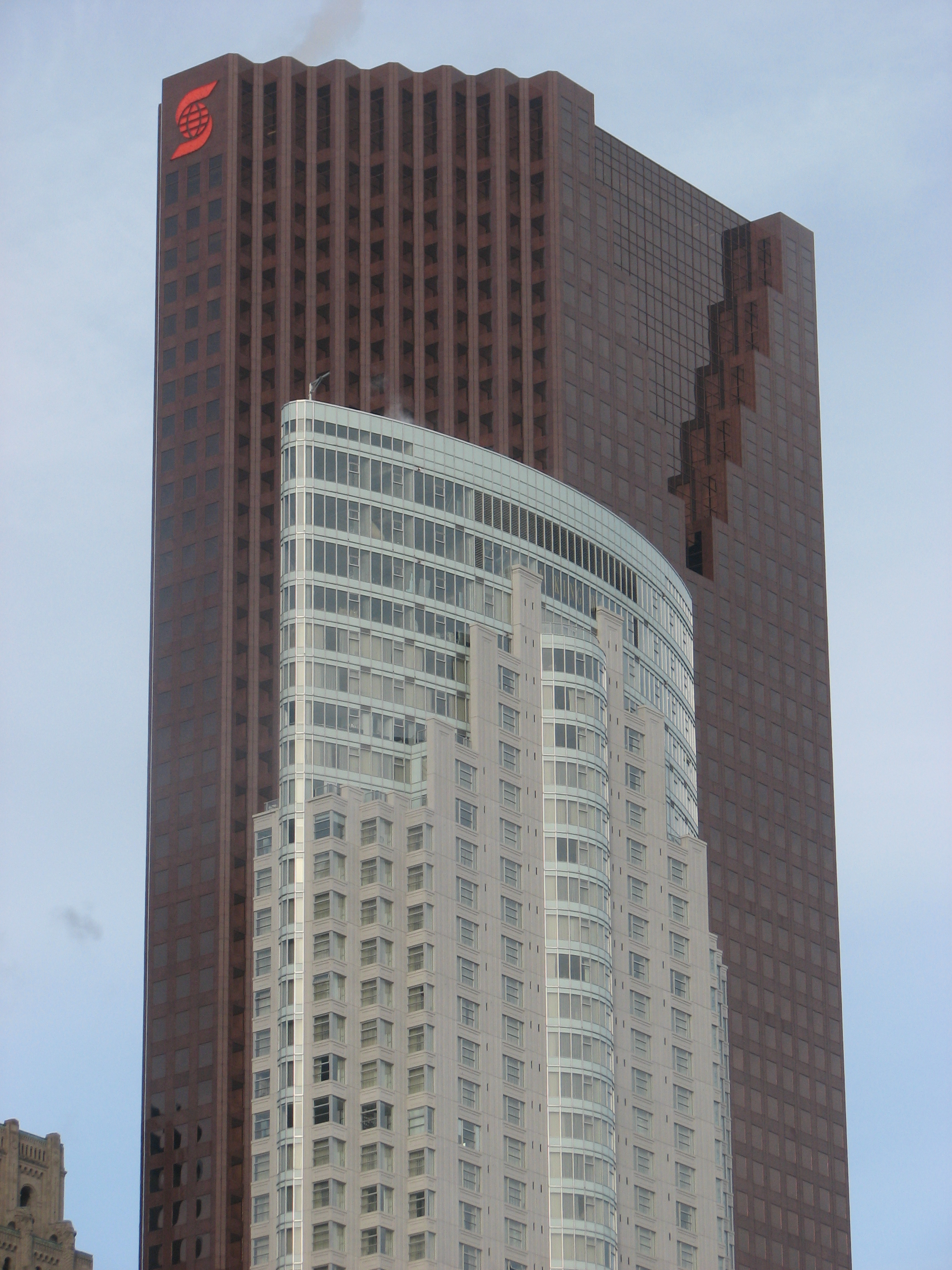

노바 스코샤 은행(The Bank of Nova Scotia)은 은행업이 주가 되는 캐나다의 금융회사이다. 주로 스코샤 은행(Scotiabank, 프랑스어: Banque Scotia)이라는 상표로 불린다.
스코샤 은행은 캐나다에서 가장 큰 5개의 은행 중 하나이며, 매출액 기준 RBC 은행, 토론토 도미니온 은행에 이어 캐나다에서 세 번째로 큰 은행이다. 캐나다 은행 중 해외 지점이 가장 많고 2008년 2000개의 기업을 대상으로 선정한 포브스 글로발 기업 순위 92위를 차지하였다.(2008 edition)

## 역사
1832년 2월 1일, 캐나다 노바스코샤주 핼리팩스에서 맥로드 영 웨이어 사(McLeod Young Weir Co. & Ltd.)란 이름으로 설립되었다. 노바스코샤 주 윈저(Windsor)시에 첫 지점을 개설하였고, 지점 확대는 1882년까지 캐나다의 연해주(Maritime Province) 지방까지 이르렀다. 나중에 문을 닫은 캐나다 중남부에 위치한 매니토바주(Manitoba) 지점에서의 경영 경험은 미국 중서부 미니애폴리스와 시카고 지역에까지 지점을 확장하는 데 큰 도움이 되었다.

## 수상
- 2005년 - "올해의 은행"에 선정 - 멕시코, 캐리비안 제도, 자메이카 라틴 파이낸스(Latin Finance) 잡지 선정.[1]

## 같이 보기
- 토론토 도미니온 은행
- 몬트리올 은행
- 캐나다
- 노바스코샤주
- 핼리팩스